# SAMPSON
Sampson — багатофункціональний корабельний радар з цифровою антенною решіткою, виробництва компанії BAE Systems .

## Історія
Проектування радара було розпочате у 1982 р. В результаті в 1985 р. була відпрацьована специфікація радара MESAR 1 (від англ. multi-function electronically scanned adaptive radar — багатофункціональний адаптивний радар з електронним скануванням). Випробування MESAR 1 тривали до 1995 р. по реальних повітряних цілях на полігоні Вест-Фрей (англ. West Freugh). Радар являв собою решітку з 156 прийомно-передавальних модулів на основі арсеніда галлія (GaAs) потужністю 2 Вт кожен.
Кількість модулів в робочому варіанті радара мала становити 916 (за іншими даними — 1060 модулів)
потужністю 2 Вт кожен.
В серпні 1995 р. було розпочато реалізацію проекту MESAR 2. Демонстраційний зразок MESAR 2 налічував 1264 елементи потужністю 10 Вт кожен.
На основі технологій, розроблених при виконанні проекту MESAR 2, був створений радар ППО Sampson, встановлений на англійських есмінцях проекту 45. Sampson в основному мав базову архітектуру MESAR 2..

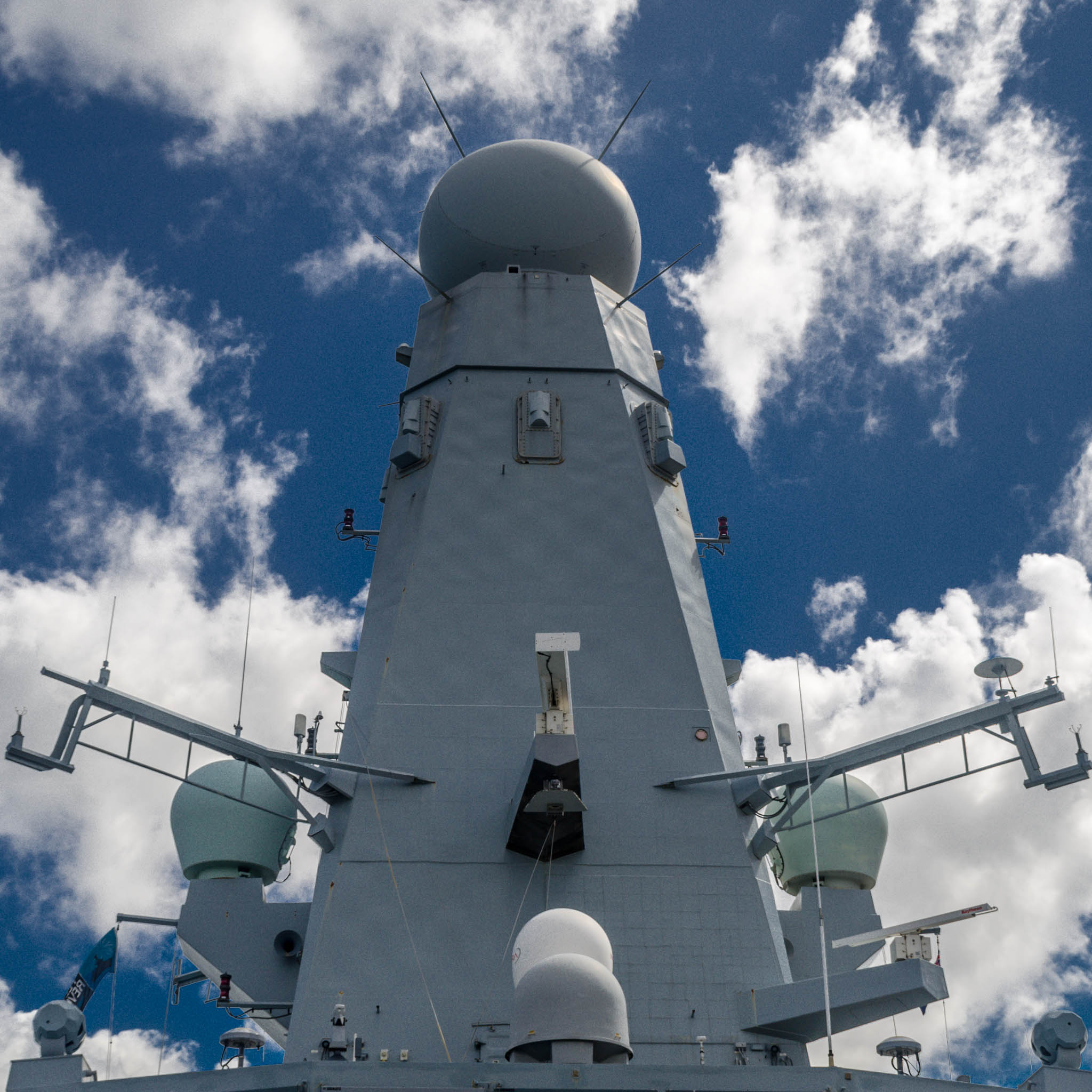
Головна надбудова есмінця HMS Daring з РЛС Sampson

## Конструкція
На відміну від MESAR 2, що мав одну активну решітку, Sampson містить дві протилежно спрямовані решітки, що встановлені на одній платформі. Цифрове діаграмоутворення здійснюється лише на прийом сигналів і за кутом місця (16 променів).
Сигнальний процесор являє собою паралельну обчислювальну систему компанії Mercury Computer Systems на швидкодіючих RISC-мікропроцесорах.
Блок решіток розташований під сферичним радіопрозорим укриттям, де підтримується штучний клімат, укриття обертається разом з антеннами.
Електронна апаратура радара знаходиться в шести підпалубних стойках. Дві стойки займає передавач, дві — сигнальний процесор, і ще дві — пара 16-канальних цифрових формувачів приймальних променів ЦАР.

## Характеристики
РЛС здатна супроводжувати від 500 до 1000 цілей на дальностях до 400 км, з них 12 — одночасно.

## Галерея

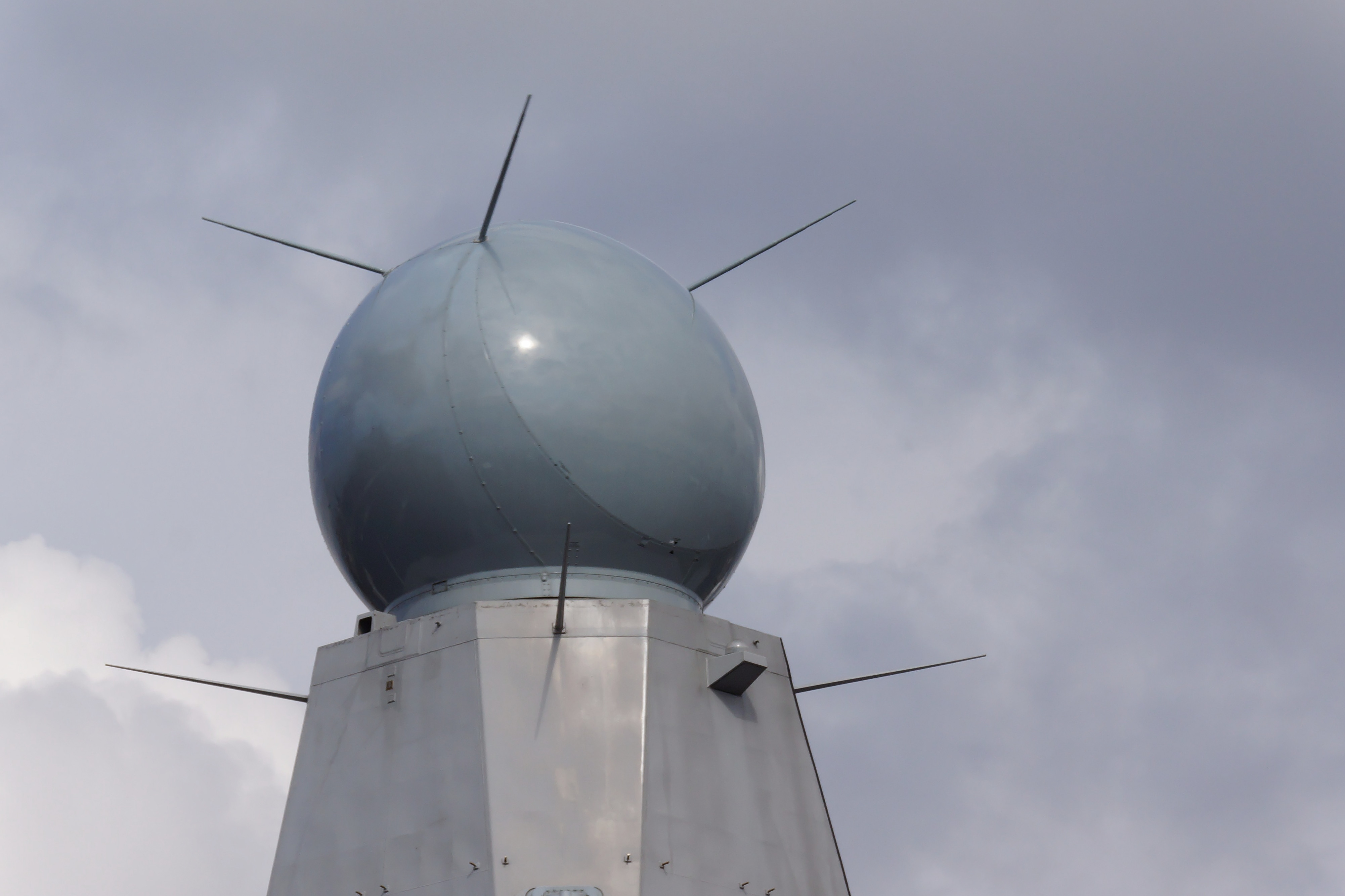
РЛС «SAMPSON» на HMS «Дефендер»
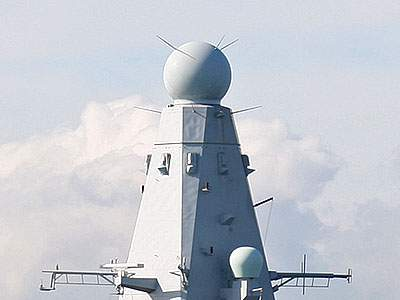